# Saint-Genis-l’Argentière
Saint-Genis-l'Argentière település Franciaországban, Rhône megyében. Lakosainak száma 986 fő (2022. január 1.). Saint-Genis-l’Argentière Courzieu, Aveize, Brussieu, Duerne, Montromant, Souzy, Sainte-Foy-l’Argentière és Saint-Laurent-de-Chamousset községekkel határos.

## Népesség
A település népessége az elmúlt években az alábbi módon változott:
| Lakosok száma | 1045 | 1063 | 1069 | 1041 | 1030 | 1018 | 1000 | 987  | 986  |
|               | 2013 | 2015 | 2016 | 2017 | 2018 | 2019 | 2020 | 2021 | 2022 |